# Pfarrkirche Obernalb

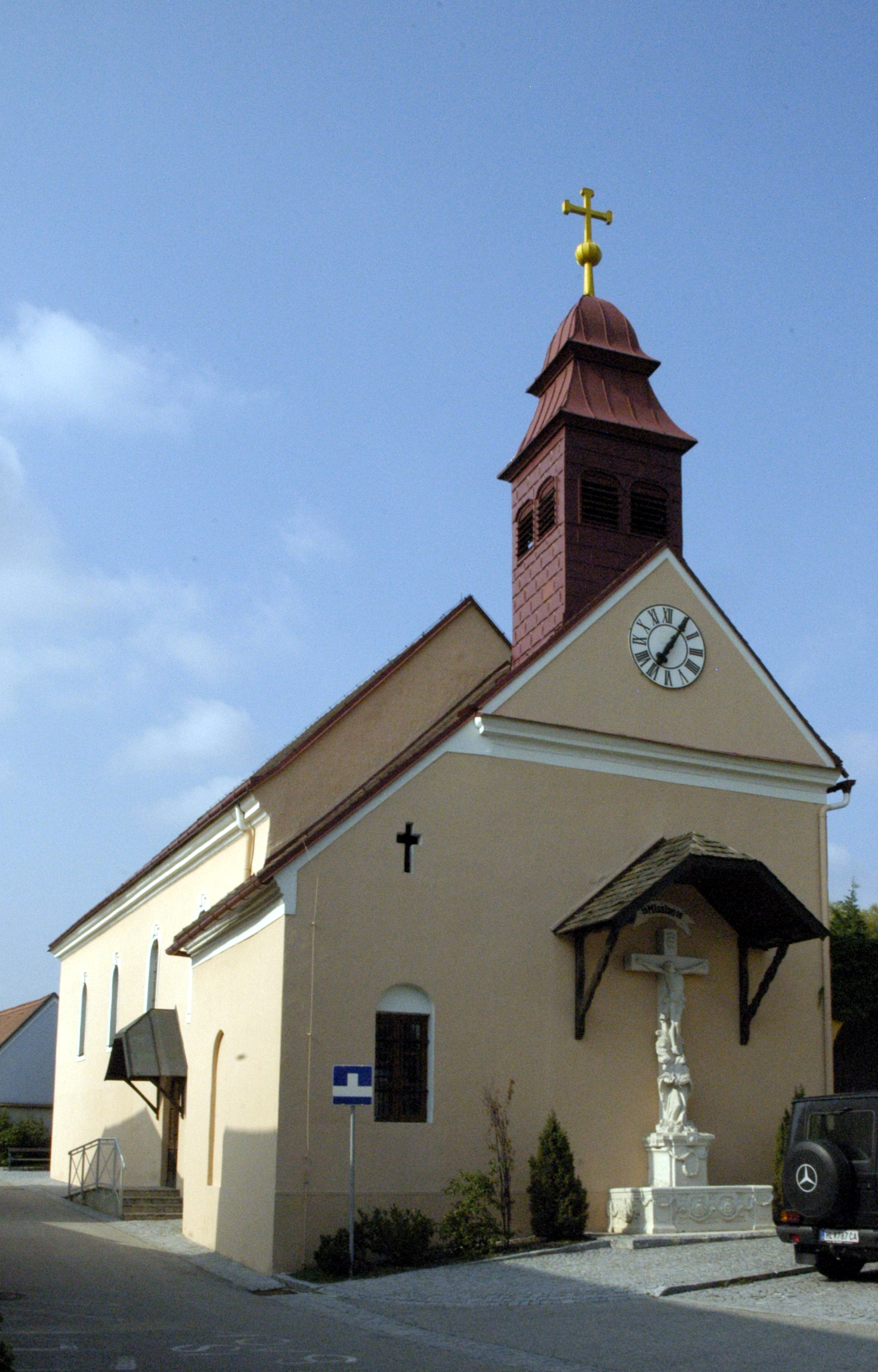
Katholische Pfarrkirche Mariahilf in Obernalb

Die Pfarrkirche Obernalb steht mittig im Ort Obernalb in der Stadtgemeinde Retz im Bezirk Hollabrunn in Niederösterreich. Die dem Patrozinium Mariahilf unterstellte römisch-katholische Pfarrkirche – dem Stift Göttweig inkorporiert – gehört zum Dekanat Retz-Pulkautal im Vikariat Unter dem Manhartsberg der Erzdiözese Wien. Die Kirche steht unter Denkmalschutz (Listeneintrag).

## Geschichte
1784 wurde Obernalb zur Pfarre.
Der gotische Chor entstand im 14. und 15. Jahrhundert, das spätbarocke Langhaus im 18. Jahrhundert, die Empore im 19. Jahrhundert.

## Architektur
Der schlichte spätbarocke Kirchenbau mit einer wenig gegliederten Fassade mit Rundbogenfenstern. Die Westfront zeigt im Giebelfeld eine Uhr und trägt einen Dachreiter. An der Westfront unter einem Vorzeichen als Krüppelwalmdach steht ein barockes Steinkruzifix mit Puten und einer Mater Dolorosa aus dem Ende des 18. Jahrhunderts.
Das Kircheninnere besteht aus einem Langhaus mit einer Flachdecke und einer Orgelempore. Der eingezogene Chor hat ein Kreuzgratgewölbe.

## Ausstattung
Die Altargestaltung aus jüngerer Zeit zeigt das Gnadenbild Mariahilf. Die neobarocken Konsolfiguren hl. Barbara und Maria Immaculata sind aus dem 19. Jahrhundert.